# Wolterianizm
Wolterianizm − koncepcje światopoglądowo-polityczne Voltaire`a reprezentujące filozoficzny sceptycyzm połączony z afirmacją rozumu, postulujące walkę z obskurantyzmem, krytykę światopoglądu religijnego z pozycji deistycznych i idee tolerancji religijnej.
Wzór osobowy prześladowanego za śmiałość poglądów, ale i powszechnie cenionego człowieka, który broni prześladowanych i krzywdzonych. To człowiek, który darzy przyjaźnią panujących często popadając z nimi w konflikt z powodu obrony prawd rozumu i własnej niezależności.
Pewien rodzaj stylu literackiego szczególnie przydatnego w polemikach, charakteryzującego się błyskotliwością, sięganiem do paradoksów, dowcipem, sentencjonalnością służącą wyrażaniu ogólnych refleksji o świecie i człowieku.